# Ottawa Brigade of Garrison Artillery
L'Ottawa Brigade of Garrison Artillery était une brigade d'artillerie de la Milice canadienne de 1861 à 1878.

## Histoire
L'Ottawa Brigade of Garrison Artillery a été autorisée en tant que brigade provisoire composée de quatre batteries : la No 1 autorisée le 22 mars 1861 à Ottawa, la No 2 le 16 mars 1866 également à Ottawa, la No 3 le 8 juin de la même année à Gloucester et à Ottawa et la No 4 le 10 août de la même année à Ottawa. Une batterie No 5 a été autorisée le 3 juillet 1868 à Nepean, puis, une No 6 le 10 juillet de la même année à Ottawa. La brigade a cessé d'être provisoire le 14 août 1868. Le 4 août 1871, une batterie No 7 a été autorisée à Ottawa. Le 13 août 1875, le quartier général de la batterie No 5 a été déménagé à Ottawa. La brigade a été dissoute le 5 avril 1878.

## Annexe